# Bobje Goudsmit
Bobje Goudsmit (Leiden, 27 oktober 1951) is een Nederlandse kinderboekenschrijfster. Zij was lerares Nederlands.

## Levensloop
Goudsmit verhuisde na haar geboorte naar Zwolle. Ze volgde het gymnasium in Zwolle. Ze studeerde Nederlands in Leiden en Nijmegen en was werkzaam als lerares Nederlands sinds 1976. Na 30 jaar stopte ze en werd ze fulltime schrijver. Op haar vijfde begon ze al met schrijven, maar in 1991 werd haar eerste boek gepubliceerd, Robbie robot en de zorgenstam. Ze heeft vier kinderen, op wie haar boeken ook deels gebaseerd zijn. Ook is zij gastblogger bij MeerVanMir.
De boeken Afscheidsbrief en Waanzinnig verliefd werden genomineerd door de Jonge Jury.